# Tetraodorhina rufobasalis
Tetraodorhina rufobasalis är en skalbaggsart som beskrevs av Waterhouse 1879. Tetraodorhina rufobasalis ingår i släktet Tetraodorhina och familjen Cetoniidae. Inga underarter finns listade i Catalogue of Life.